# ロシアのウクライナ侵攻のタイムライン

侵攻のアニメーションマップ

ロシアのウクライナ侵攻のタイムライン（ロシアのウクライナしんこうのタイムライン）では、2022年2月24日に開始されたロシアのウクライナ侵攻の経過について述べる。

## 2025年
ロシア軍の死者は9万人を超え、ウクライナ軍の死者は4万人を超えた。